# Alexander Meyer (Schwimmer)
Alexander „Alex“ Meyer (* 5. Juli 1988 in Rochester, Minnesota) ist ein US-amerikanischer Freiwasserschwimmer. Er wurde 2010 Weltmeister über 25 Kilometer.
Bei den Freiwasserweltmeisterschaften 2010 im kanadischen Roberval siegte er in 5:32:39,38 Stunden vor dem Italiener Valerio Cleri (5:32:40,40 h) und dem Bulgaren Petar Stojschew (5:33:50,29).
Fünf Jahre später bei den Schwimmweltmeisterschaften 2015 auf der Kasanka im russischen Kasan unterlag er in 4:53:15,1 nur dem Italiener Simone Ruffini (4:53:10,7) und verwies dessen Landsmann Matteo Furlan (4:54:38,0) auf den Bronzerang.
Bei den Olympischen Spielen 2012 in London hatte er in 1:50:48,2 h den 10. Platz über 10 km belegt (Sieger hier war der Tunesier Oussama Mellouli (1:49:55,1)).
Meyer studierte und graduierte an der Harvard University und gehört deren Sportteam Harvard Crimson an.